# Grande Prêmio do Canadá de 1984
Resultados do Grande Prêmio do Canadá de Fórmula 1 realizado em Montreal em 17 de junho de 1984. Sétima etapa do campeonato, foi vencido pelo brasileiro Nelson Piquet, da Brabham-BMW, que subiu ao pódio ladeado por Niki Lauda e Alain Prost, pilotos da McLaren-TAG/Porsche.

## Classificação

### Treinos oficiais
| Pos.    | N.º | Piloto             | Construtor          | Q1       | Q2       | Grid    |
| ------- | --- | ------------------ | ------------------- | -------- | -------- | ------- |
| 1       | 1   | Nelson Piquet      | Brabham-BMW         | 1:27.154 | 1:25.442 | —       |
| 2       | 7   | Alain Prost        | McLaren-TAG/Porsche | 1:26.477 | 1:26.198 | + 0.756 |
| 3       | 11  | Elio de Angelis    | Lotus-Renault       | 1:27.139 | 1:26.306 | + 0.864 |
| 4       | 16  | Derek Warwick      | Renault             | 1:29.682 | 1:26.420 | + 0.978 |
| 5       | 28  | René Arnoux        | Ferrari             | 1:27.917 | 1:26.549 | + 1.107 |
| 6       | 27  | Michele Alboreto   | Ferrari             | 1:28.604 | 1:26.764 | + 1.322 |
| 7       | 12  | Nigel Mansell      | Lotus-Renault       | 1:28.277 | 1:27.246 | + 1.804 |
| 8       | 8   | Niki Lauda         | McLaren-TAG/Porsche | 1:28.548 | 1:27.392 | + 1.950 |
| 9       | 19  | Ayrton Senna       | Toleman-Hart        | 1:29.282 | 1:27.448 | + 2.006 |
| 10      | 26  | Andrea de Cesaris  | Ligier-Renault      | 1:29.618 | 1:27.922 | + 2.480 |
| 11      | 23  | Eddie Cheever      | Alfa Romeo          | 1:29.418 | 1:28.032 | + 2.590 |
| 12      | 14  | Manfred Winkelhock | ATS-BMW             | 1:32.311 | 1:28.909 | + 3.467 |
| 13      | 25  | François Hesnault  | Ligier-Renault      | 1:31.146 | 1:29.187 | + 3.745 |
| 14      | 22  | Riccardo Patrese   | Alfa Romeo          | 1:29.205 | 1:30.064 | + 3.763 |
| 15      | 6   | Keke Rosberg       | Williams-Honda      | 1:29.423 | 1:29.284 | + 3.842 |
| 16      | 2   | Corrado Fabi       | Brabham-BMW         | 1:30.831 | 1:29.764 | + 4.322 |
| 17      | 5   | Jacques Laffite    | Williams-Honda      | 1:30.115 | 1:29.915 | + 4.473 |
| 18      | 18  | Thierry Boutsen    | Arrows-BMW          | 1:30.887 | 1:30.073 | + 4.631 |
| 19      | 24  | Piercarlo Ghinzani | Osella-Alfa Romeo   | 1:32.189 | 1:30.918 | + 5.476 |
| 20      | 20  | Johnny Cecotto     | Toleman-Hart        | 1:34.731 | 1:31.459 | + 6.017 |
| 21      | 3   | Martin Brundle     | Tyrrell-Ford        | 1:33.945 | 1:31.785 | + 6.343 |
| 22      | 4   | Stefan Bellof      | Tyrrell-Ford        | 1:34.309 | 1:31.797 | + 6.355 |
| 23      | 17  | Marc Surer         | Arrows-Ford         | 1:33.014 | 1:32.756 | + 7.314 |
| 24      | 21  | Huub Rothengatter  | Spirit-Hart         | 1:35.217 | 1:32.920 | + 7.478 |
| 25      | 10  | Mike Thackwell     | RAM-Hart            | 1:34.921 | 1:33.750 | + 8.288 |
| 26      | 9   | Philippe Alliot    | RAM-Hart            | 1:35.286 | 1:36.900 | + 9.844 |
| WD      | 15  | Patrick Tambay     | Renault             |          |          |         |
| Fontes: |     |                    |                     |          |          |         |

### Corrida
| Pos.    | Nº | Piloto             | Construtor          | Voltas | Tempo/Dif.       | Grid | Pontos           |
| ------- | -- | ------------------ | ------------------- | ------ | ---------------- | ---- | ---------------- |
| 1       | 1  | Nelson Piquet      | Brabham-BMW         | 70     | 1:46:23.748      | 1    | 9                |
| 2       | 8  | Niki Lauda         | McLaren-TAG/Porsche | 70     | + 2.612          | 8    | 6                |
| 3       | 7  | Alain Prost        | McLaren-TAG/Porsche | 70     | + 1:28.032       | 2    | 4                |
| 4       | 11 | Elio de Angelis    | Lotus-Renault       | 69     | + 1 volta        | 3    | 3                |
| 5       | 28 | René Arnoux        | Ferrari             | 68     | + 2 voltas       | 5    | 2                |
| 6       | 12 | Nigel Mansell      | Lotus-Renault       | 68     | + 2 voltas       | 7    | 1                |
| 7       | 19 | Ayrton Senna       | Toleman-Hart        | 68     | + 2 voltas       | 9    |                  |
| 8       | 14 | Manfred Winkelhock | ATS-BMW             | 68     | + 2 voltas       | 12   |                  |
| 9       | 20 | Johnny Cecotto     | Toleman-Hart        | 68     | + 2 voltas       | 20   |                  |
| DSQ     | 3  | Martin Brundle     | Tyrrell-Ford        | 68     | Desclassificado  | 21   | [ 5 ] [ nota 1 ] |
| 10      | 9  | Philippe Alliot    | RAM-Hart            | 65     | + 5 voltas       | 26   |                  |
| 11      | 23 | Eddie Cheever      | Alfa Romeo          | 63     | Pane seca        | 11   |                  |
| Ret     | 17 | Marc Surer         | Arrows-Ford         | 59     | Motor            | 23   |                  |
| Ret     | 16 | Derek Warwick      | Renault             | 57     | Chassis          | 4    |                  |
| NC      | 21 | Huub Rothengatter  | Spirit-Hart         | 56     | Não classificado | 24   |                  |
| DSQ     | 4  | Stefan Bellof      | Tyrrell-Ford        | 52     | Desclassificado  | 22   | [ 5 ] [ nota 1 ] |
| Ret     | 26 | Andrea de Cesaris  | Ligier-Renault      | 40     | Freios           | 10   |                  |
| Ret     | 2  | Corrado Fabi       | Brabham-BMW         | 39     | Turbo            | 16   |                  |
| Ret     | 18 | Thierry Boutsen    | Arrows-BMW          | 38     | Motor            | 18   |                  |
| Ret     | 22 | Riccardo Patrese   | Alfa Romeo          | 37     | Acidente         | 14   |                  |
| Ret     | 6  | Keke Rosberg       | Williams-Honda      | 32     | Pane seca        | 15   |                  |
| Ret     | 5  | Jacques Laffite    | Williams-Honda      | 31     | Turbo            | 17   |                  |
| Ret     | 10 | Mike Thackwell     | RAM-Hart            | 29     | Turbo            | 25   |                  |
| Ret     | 24 | Piercarlo Ghinzani | Osella-Alfa Romeo   | 11     | Câmbio           | 19   |                  |
| Ret     | 27 | Michele Alboreto   | Ferrari             | 10     | Motor            | 6    |                  |
| Ret     | 25 | François Hesnault  | Ligier-Renault      | 7      | Turbo            | 13   |                  |
| WD      | 15 | Patrick Tambay     | Renault             |        | Convalescente    |      | [ nota 2 ]       |
| Fontes: |    |                    |                     |        |                  |      |                  |

## Tabela do campeonato após a corrida
| Pos.    | Piloto          | Pontos |
| ------- | --------------- | ------ |
| 1       | Alain Prost     | 32,5   |
| 2       | Niki Lauda      | 24     |
| 3       | René Arnoux     | 17     |
| 4       | Elio de Angelis | 16     |
| 5       | Derek Warwick   | 13     |
| Fontes: |                 |        |

| Pos.    | Construtor          | Pontos |
| ------- | ------------------- | ------ |
| 1       | McLaren-TAG/Porsche | 56,5   |
| 2       | Ferrari             | 26,5   |
| 3       | Renault             | 21     |
| 4       | Lotus-Renault       | 21     |
| 5       | Williams-Honda      | 11,5   |
| Fontes: |                     |        |

- Nota: Somente as primeiras cinco posições estão listadas. Entre 1981 e 1990 cada piloto podia computar onze resultados válidos por temporada não havendo descartes no mundial de construtores.